# سيمون هوبر
سيمون هوبر (بالإنجليزية: Simon Hooper؛ مواليد 15 يوليو 1982) هو حكم كرة قدم إنجليزي، يتولى مهامه بشكل أساسي في الدوري الإنجليزي الممتاز حيث تم ترقيته إلى مجموعة مختارة من الحكام في عام 2018.